# Места (връх)
Връх Места (на английски: Mesta Peak) е остър и тесен скалист връх с височина 400 метра и дължина 500 метра по направление изток-запад. Издига се на Делчевия хребет в Тангра планина на остров Ливингстън от Южните Шетландски острови в Антарктика. 
Върхът е наименуван на река Места и едноименното селище в Югозападна България.

## Местоположение
Връх Места е  разположен на 1,53 км в посока изток-североизток от Калоянов нунатак, 1,05 км североизточно от връх Шабла и 1,86 км югозападно от нос Рение. Издига се над източния край на ледника Сопот на север.
Географски координати на връх Места: 62°37′13″ ю. ш. 59°50′17″ з. д. / 62.620278° ю. ш. 59.838056° з. д.

## Картографиране
Топографското проучване е направено от българската антарктическа експедиция „Тангра“ през 2004/2005 година
Картографирането е британско от 1968 година и българско от 2005 и 2009 година.

## Карти
- L.L. Ivanov et al. Antarctica: Livingston Island and Greenwich Island, South Shetland Islands. Scale 1:100000 topographic map. Sofia: Antarctic Place-names Commission of Bulgaria, 2005.
- L.L. Ivanov. Antarctica: Livingston Island and Greenwich, Robert, Snow and Smith Islands. Scale 1:120000 topographic map.  Troyan: Manfred Wörner Foundation, 2009.  ISBN 978-954-92032-6-4
- Antarctic Digital Database (ADD). Scale 1:250000 topographic map of Antarctica. Scientific Committee on Antarctic Research (SCAR). Since 1993, regularly upgraded and updated.
- L.L. Ivanov. Antarctica: Livingston Island and Smith Island. Scale 1:100000 topographic map. Manfred Wörner Foundation, 2017. ISBN 978-619-90008-3-0